# 曲奇四重奏

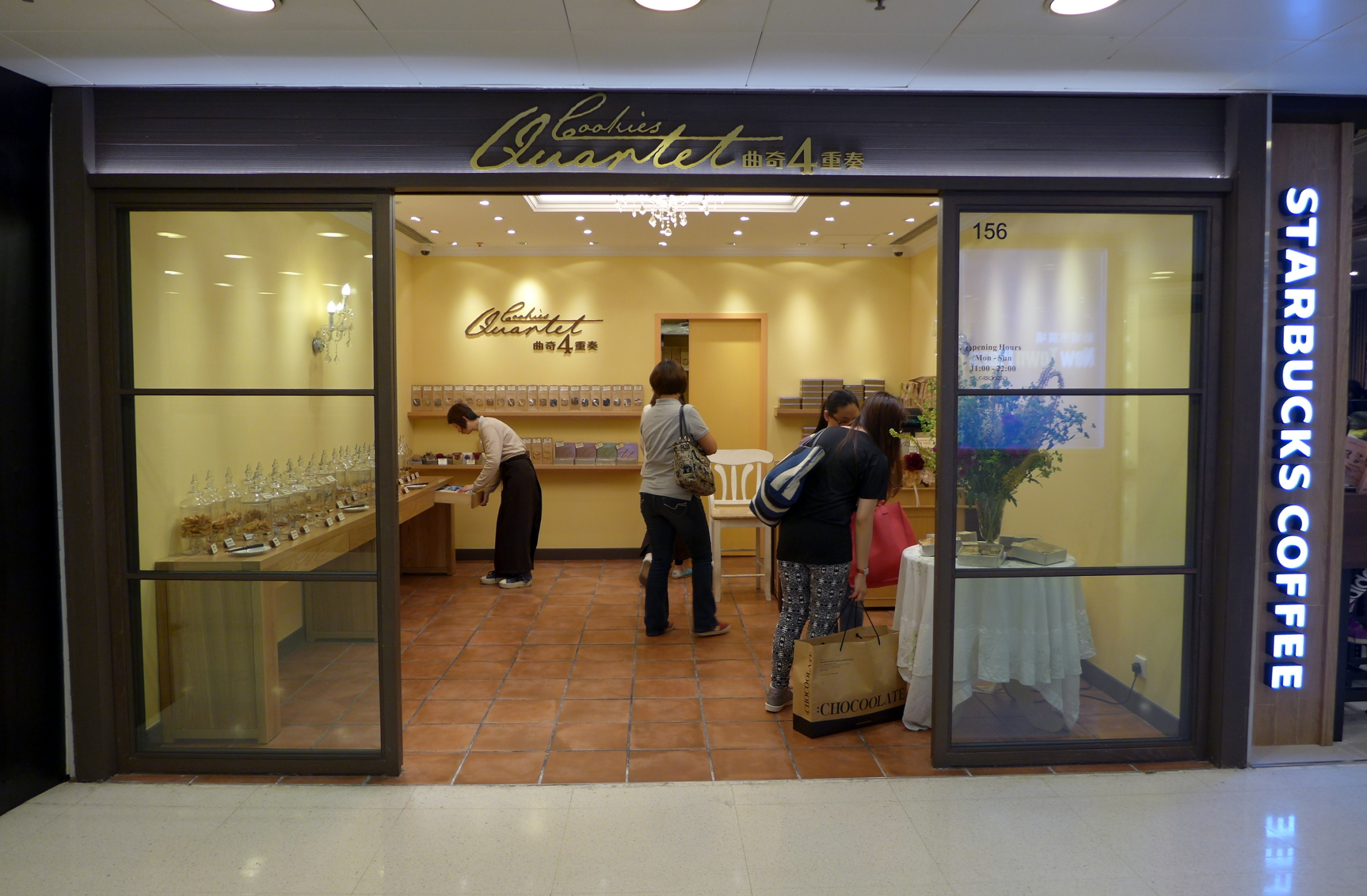
曲奇四重奏新城市廣場分店

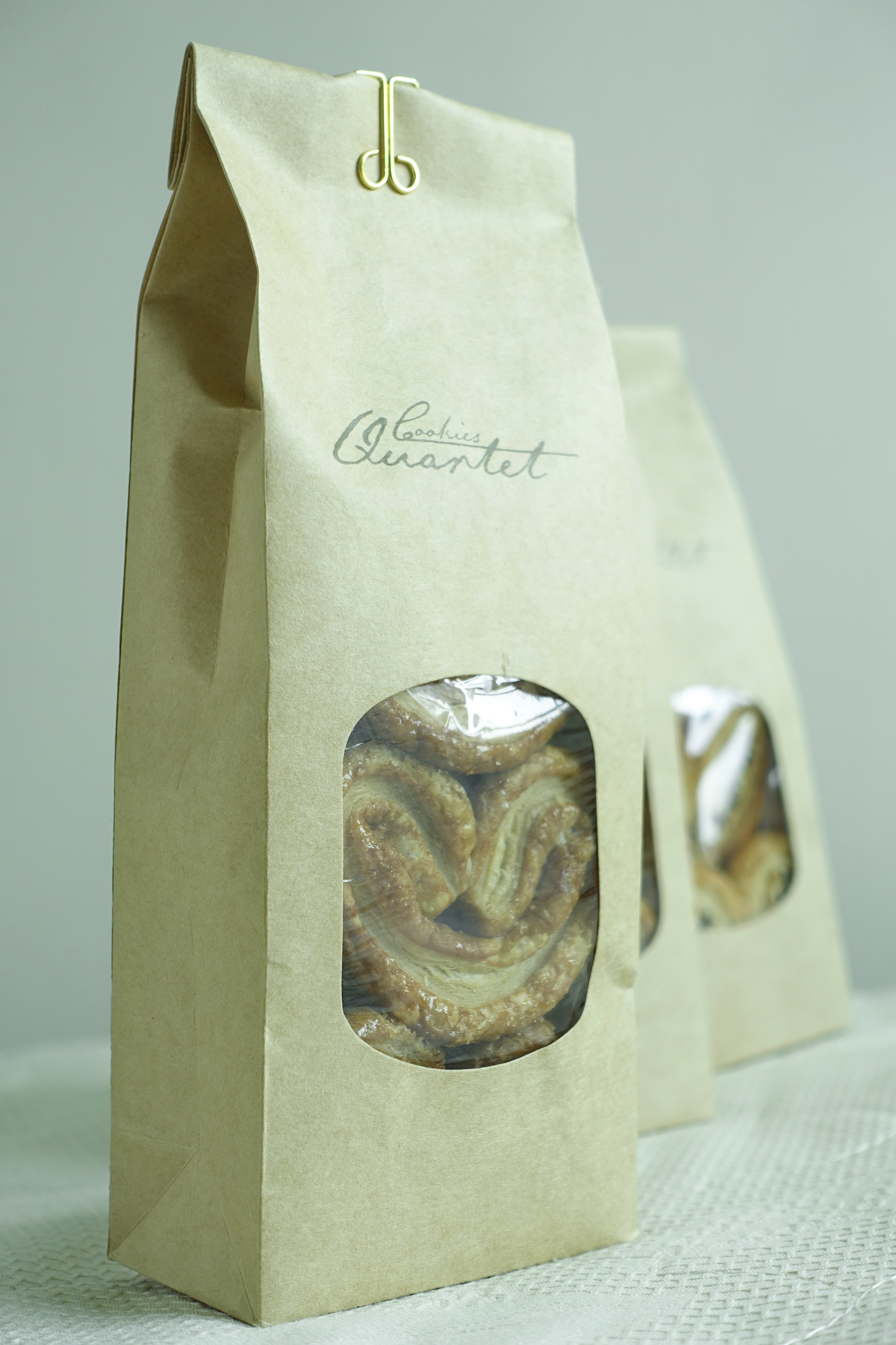
曲奇四重奏蝴蝶酥

曲奇四重奏（英語：Cookies Quartet）是由香港演員謝寧與兩位好友共同創立的曲奇餅店。曲奇以全手工製作，選用美國有機麵粉，法國、新西蘭優質牛油，營養豐富的亞麻籽、葵花子、玉米粒、芝麻、榛子、合桃、夏威夷果仁等。採用全天然食材如果皮茸、天然香油、純正咖啡粉，走健康路線。曲奇四重奏生意極好，每日可賣出數百罐曲奇和幾百罐蝴蝶酥，
成為香港手信。

## 門市
九龍
- 九龍城獅子石道9A地下
- 尖沙咀加拿芬道10B嘉芬大廈地下E號商舖

香港
- 銅鑼灣軒尼詩道432-436號人和悅大廈地下

新界
- 沙田新城市廣場第一期地下156號商舖
- 屯門屯門鄉事會路83號V CityMTR層M-36號商舖

## 外部連結
- 官方网站